# L’Oceano
L’Oceano (wł. Ocean) – nieukończony epos włoskiego poety Alessandra Tassoniego. Dzieło, zaplanowane zapewne na miarę innych renesansowych eposów bohaterskich, składa się z jednej tylko pieśni. Z pieśni drugiej istnieje półtorej strofy. Utwór jest napisany oktawą (ottava rima), to znaczy strofą ośmiowersową rymowaną abababcc. Tematem eposu jest odkrycie Ameryki przez Krzysztofa Kolumba.
Cantiam, Musa, l’Eroe di gloria degno,
Ch’ un nuovo Mondo al nostro Mondo aperse,
E da barbaro culto e rito indegno
Vinto il ritrasse, e al vero Dio l’offerse:
La discordia de’ suoi, l’iniquo sdegno
Dell’inferno ei sostenne, e l’onde avverse;
E con tre sole navi ebbe ardimento
Di porre il giogo a cento regni e cento.